# Comté de Cullman
Le comté de Cullman est un comté des États-Unis, situé dans l'État de l'Alabama.

## Démographie
| 1880  | 1890   | 1900   | 1910   | 1920   | 1930   |
| ----- | ------ | ------ | ------ | ------ | ------ |
| 6 355 | 13 439 | 17 849 | 28 321 | 33 034 | 41 051 |

| 1940   | 1950   | 1960   | 1970   | 1980   | 1990   |
| ------ | ------ | ------ | ------ | ------ | ------ |
| 47 343 | 49 046 | 45 572 | 52 445 | 61 642 | 67 613 |

| 2000   | 2010   | - | - | - | - |
| ------ | ------ | - | - | - | - |
| 77 483 | 80 406 | - | - | - | - |